# Aigerim Sarybay
Aigerim Sarybay (18 febbraio 1997) è una schermitrice kazaka, specializzata nella sciabola.

## Palmarès
- Campionati asiatici

Bangkok 2018: bronzo nella sciabola a squadre.